# 桂平县
桂平县，中国古旧县名。
隋朝开皇九年（589年）置，治所在今广西壮族自治区桂平市西。属郁林郡。唐朝时，为浔州治。北宋开宝五年（972年），皇化县废入桂平县。嘉祐（1056年—1063年）年间，移治平地（今桂平镇）。元朝时，为浔州路治，明、清为浔州府治。1912年废，次年复置。1994年撤销，改设桂平市。 